# ICQ New
ICQ New (транскрибиране: Ай Си Кю Ню) е многоплатформено приложение за комуникация, осъществяваща Instant Messaging, създадена първоначално от израелската компания „Мирабилис“. Програмата стартира през ноември 1996. Името ICQ е игра на думи (омофон) и е фонетично съзвучна с английската фраза I seek you („Аз те търся“).
ICQ е основана от Yair Goldfinger, Arik Vardi, Sefi Vigise и Amnon Amir. Позволява изпращането на текстови съобщения и линкове, конферентни връзки, пренос на файлове, поздравителни картички и др.
Потребителите на ICQ се идентифицират от номера, наречени UIN. Те се разпределят за всеки нов потребител като поредни (макар че се носят слухове, че има празнини в серията). На новите потребители се дават номера много по-големи от 100 000 000, и по-малките (6 цифри или по-малко) са обявени на търг в eBay от потребители, регистрирали се по време на зараждането на програмата.
AOL купува Mirabilis и ICQ през 1998. Протоколът OSCAR на AOL, използван от ICQ, е частен, но са създадени повече или по-малко клиенти от трети страни, включващи:
- Ayttm – поддържа ICQ, Yahoo!, AIM, MSN, IRC, и Jabber
- centericq – поддържа ICQ, Yahoo!, AIM, MSN, IRC и Jabber
- Fire – поддържа ICQ, Yahoo!, AIM, MSN, IRC, и Jabber (само за OS X)
- Gaim – поддържа ICQ, Yahoo!, AIM, MSN, IRC, Jabber и Gadu-Gadu
- Pidgin – поддържа AIM, ICQ, Jabber/XMPP, MSN Messenger, Yahoo!, Bonjour, Gadu-Gadu, IRC, Novell GroupWise Messenger, QQ, Lotus Sametime, SILC, SIMPLE и Zephyr.
- GnomeICU (преди GtkICQ)
- Kopete
- Licq
- climm (преди mICQ) – конзолен клиент. Поддържа ICQ, Jabber/XMPP.
- Miranda IM – с модулна конструкция на база плъгини, поддържа, според това кои плъгини има, ICQ, Yahoo!, AIM, MSN, IRC, Jabber, Gadu-Gadu, BNet, Skype и др.
- Trillian – поддържа ICQ, Yahoo!, AIM, MSN, IRC, Jabber и др.
- YSM

Много по-пълен списък на клонингите на ICQ съществува на страницата на ICQ протокола, посочена по-долу.
Общността на Instant Messaging програмите се бори за премахването на частния протокол на Instant Messaging програмите като ICQ и да създаде единствен формат за Instant Messaging, наречен Unified Instant Messaging, работещ с IPv6 протокол]], включващ AOL, Microsoft и Yahoo!. Днес съществуват 2 свободни протокола – XMPP/Jabber и SIMPLE. И двата протокола са проекти, приети от IETF. Jabber е предложен от Jabber Software Foundation.
„Америка Онлайн“ създава ICQ, повече по подобие на AIM, добавяйки както емотикони от AIM, така и представяйки свързана AIM/ICQ комуникация. Потребителите на ICQ имат възможност да комуникират с потребителите на AIM, но тази възможност е все още в процес на разработка.

## История
ICQ Inc. е наследникът на Mirabilis Ltd., която е създадена през юни 1998 г. и купена от „Америка Онлайн“. „Мирабилис“ е интернет компания създадена през юли 1996 г. от 4 млади израелски компютърни потребители. Yair Goldfinger (26, Chief Technology Officer), Arik Vardi (27, старши изпълнителен директор), Sefi Vigiser (25, президент), и Amnon Amir (24, все още студент по онова време). Обединили се под идеята за компания, която да предложи нов начин за комуникация чрез интернет, те правят бързо задълбочено проучване на световната мрежа и наблюдават всекидневно растящия брой на новите сървъри в интернет. Осъзнават, че хората сърфират, теглят, четат, търсят в търсачките, но пропускат нещо много съществено. Милиони хора са свързани в глобална мрежа – Интернет, те са свързани, но не помежду си. Липсващата част била технология, която щяла да позволи на интернет потребителите да се локализират в мрежата посредством уеб сървъри и да правят peer-to-peer комуникационни канали един с друг, с които комуникацията щяла да бъде лесна. Те създват тази пионерска за онова време технология и отварят цяла нова индустрия.
През ноември 1996 г., само 4 месеца след създаването на „Мирабилис“, първата версия на ICQ бива пусната в интернет. Потребителите били малко, но много скоро стават хиляди.
Потребителите препоръчвали продукта на свои приятели, те на други и това довело до един от най-големите даунлоуд рейтинги за стартираща компания в историята на интернет. Алекзандър Уудби от Tucows пише: „ICQ е програма, която определено отнесе интернет като буря. Стартирала с малка група от хора, става световна лидерска чат програма“. Това е голям знак за „Мирабилис“, който подчертава важността и значението на интернет категорията, която са създали. „Мирабилис“ е първа, която представя уникално нововъведение – „word-of-mouse“, което позволява потребителите да пропагандират новата програмата сами, като натиснат бутон. „Мирабилис“ също представя цяла нова философия по какъв начин хората да се локализират. Дизайнерските елементи и фундаменталзма на интерфейса, функционалност и терминология са харесвани от потребителите и бързо са „осиновени“ от тях и сега се копират от новите програми в пространството.
Само за половин година най-голямата интернет онлайн комуникационна мрежа е факт. „Мирабилис“ има предимството на първия и създателя на катетегорията в интернет и остава единствена, която предлага продукт от такъв тип до началото на 1997. Предимството от половин година, което има компанията и 850 000 регистрации, прави така че тя държи първо място в новосъздадената категория.
През юни 1997 г. „Мирабилис“ поставя нов рекорд. За пръв път 100 000 потребители са онлайн по едно и също време. „Мирабилис“ е единствената, поставила този рекорд. Интернет сървър технологията е единствена от своя род, ICQ има стотици и хиляди потребители онлайн в пиковите моменти.
Опитът на екипа на ICQ расте. Към програмата се предлагат много нови допълнителни услуги базирани на ICQ технологията. Те са представени и ще продължават да бъдат представяни на пазара в малки интервали от време. Успешно представяне на нова услуга е User-Created Interest Lists, представена през май 1997, и User-Created Public Chat-Rooms, представена през август същата година. През същия месец „Мирабилис“ представя интранет сървър, ICQ сървър. Заедно с допълнителните продукти, които са добавени към новия софтуер, който още веднъж притежава напълно нов интерфейс и концепция, Мак версия, Юникс версия и разширена търсачка, екипът на ICQ разработва специализирани сървъри и разглежда възможностите за нови комуникационни услуги.
В своята история, която продължава да се пише и днес, ICQ създава силна и позната търговска марка и получава много награди и признания. Сред тях са: „Best Internet Program“ – SIAF и CNET Downloads Shareware.com, „Essential Downloads“ – PC Magazine, „Cream of the Crop“ – Tucows, „The Best of the Weekly Wares“ – CNET Downloads.com, „The Cool Tool of the Day“ – Cool Tool, „The Top Downloads and Editors Picks“ – Softseek, „Pick of the Week“ – Stroud's, „WinList“ – Windows Magazine, „100Hot.com“ List и др.
В днешно време ICQ е междуплатформено приложение, достъпно за повечето компютърни и мобилни операционни системи.